# I 100 migliori cantanti secondo Rolling Stone
La lista dei 100 migliori cantanti secondo Rolling Stone è un elenco compilato della rivista statunitense di musica, politica e società Rolling Stone nel 2008.

## Criteri e metodo
La lista, compilata nel 2008, è stata redatta da 180 fra musicisti (fra gli altri Bruce Springsteen, Rod Stewart, Justin Timberlake, George Michael, Keith Richards, Carlos Santana, B.B.King, Lenny Kravitz, Billy Joel, Ringo Starr), giornalisti del settore e musicologi, coordinati da Jonathan Lethem e include artisti dei generi musicali Blues, Rhythm 'n Blues, Rock 'n Roll, Rock e Soul, che sono gli ambiti di specifico interesse della rivista. Da un estratto della sua introduzione, si specifica che la lista è stata compilata sia in base alle capacità tecniche e vocali degli interpreti, ma anche tenendo presente i "difetti" ove contribuiscano a rendere personale il timbro vocale e le modalità di interpretazione. Da qui l'inclusione sia di cantanti noti per il virtuosismo vocale, come Aretha Franklin (collocata al primo posto), sia cantanti le cui capacità tecniche sono meno affinate, ma che comunque hanno saputo dare personalità alle loro interpretazioni, o hanno creato un "modo" e hanno poi influenzato le generazioni successive di interpreti. Tra questi, nell'introduzione vengono citati Bob Dylan (alla posizione numero 7), Patti Smith (83) e Lou Reed (62). Per ogni personaggio vengono indicati i dati anagrafici, una discografia selezionata come guida all'ascolto, le influenze musicali e un dettagliato commento sulle particolarità artistiche e vocali.
La lista è usata spesso come riferimento o modello sia con giudizi positivi sia critici su numerose altre testate o pubblicazioni, che la citano come base di partenza per l'esame o la compilazione di analoghe liste o commenti.

## Classifica completa dei 100 migliori cantanti della storia
1. Aretha Franklin
2. Freddie Mercury
3. Elvis Presley
4. Sam Cooke
5. Marvin Gaye
6. Bob Dylan
7. Otis Redding
8. Stevie Wonder
9. James Brown
10. Paul McCartney
11. Little Richard
12. Roy Orbison
13. Al Green
14. Robert Plant
15. Mick Jagger
16. Tina Turner
17. John Lennon
18. Bob Marley
19. Smokey Robinson
20. Johnny Cash
21. Etta James
22. David Bowie
23. Van Morrison
24. Michael Jackson
25. Jackie Wilson
26. Hank Williams
27. Janis Joplin
28. Nina Simone
29. Prince
30. Howlin' Wolf
31. Bono
32. Steve Winwood
33. Whitney Houston
34. Dusty Springfield
35. Bruce Springsteen
36. Neil Young
37. Elton John
38. Jeff Buckley
39. Curtis Mayfield
40. Chuck Berry
41. Joni Mitchell
42. George Jones
43. Bobby Bland
44. Kurt Cobain
45. Patsy Cline
46. Jim Morrison
47. Buddy Holly
48. Donny Hathaway
49. Bonnie Raitt
50. Gladys Knight
51. Brian Wilson
52. Muddy Waters
53. Luther Vandross
54. Paul Rodgers
55. Mavis Staples
56. Eric Burdon
57. Christina Aguilera
58. Rod Stewart
59. Björk
60. Roger Daltrey
61. Lou Reed
62. Dion DiMucci
63. Axl Rose
64. David Ruffin
65. Thom Yorke
66. Jerry Lee Lewis
67. Wilson Pickett
68. Ronnie Spector
69. Gregg Allman
70. Toots Hibbert
71. John Fogerty
72. Dolly Parton
73. James Taylor
74. Iggy Pop
75. Steve Perry
76. Merle Haggard
77. Sly Stone
78. Mariah Carey
79. Frankie Valli
80. John Lee Hooker
81. Tom Waits
82. Patti Smith
83. Darlene Love
84. Sam Moore
85. Art Garfunkel
86. Don Henley
87. Willie Nelson
88. Solomon Burke
89. The Everly Brothers
90. Levon Helm
91. Morrissey
92. Annie Lennox
93. Karen Carpenter
94. Patti LaBelle
95. B.B. King
96. Joe Cocker
97. Stevie Nicks
98. Steven Tyler
99. Mary J. Blige